# EX Гидры
EX Гидры (лат. EX Hydrae) — карликовая новая, двойная катаклизмическая переменная звезда типа SU Большой Медведицы (UGSU) или промежуточный поляр*** и затменная переменная звезда (E) в созвездии Гидры на расстоянии приблизительно 186 световых лет (около 56,9 парсек) от Солнца. Видимая звёздная величина звезды — от +13,99m до +9,6m. Орбитальный период — около 0,006825 суток (1,638 часа).

## Характеристики
Первый компонент — аккрецирующий белый карлик спектрального класса pec(UG). Масса — около 0,79 солнечной. Эффективная температура — около 30000 K.
Второй компонент — красный карлик спектрального класса M5-M6V. Масса — около 0,095 солнечной, радиус — около 0,136 солнечного.